# 尤卡·劳哈拉
尤卡·劳哈拉（芬蘭語：Jukka Rauhala，1959年3月1日—），芬兰男子摔跤运动员。他曾代表芬兰参加1984年和1988年夏季奥林匹克运动会摔跤比赛，其中1984年奥运会获得一枚铜牌。